# Stalin: Triunfo e Tragédia
Stalin: triunfo e tragédia é o título do livro do historiador russo Dmitri Volkogonov, ex-coronel do exército soviético que teve acesso aos arquivos do Partido Comunista da URSS.
A obra, em dois volumes, traz a biografia de Iosef Vissarionovich Djugashvili, líder comunista que adotou a alcunha de Stalin, "homem de aço" em russo, e foi publicada pela editora Nova Fronteira em português.
No primeiro volume (1879-1939), o autor, apesar de citar o ano de nascimento de Stalin (1879), diz pouco de suas origens, de sua infância e de sua formação, a não ser o fato de ter sido seminarista. O relato começa com a Revolução Russa, passa à formação dos governos revolucionários, à ascensão de Stalin ao poder, discute em detalhes a luta sem trégua contra Trotsky e termina em 1939, quando da repressão pelo regime soviético aos dissidentes – banidos, desaparecidos ou fuzilados.
Ao longo do livro, Volkogonov fortalece a ideia segundo a qual Stalin pouco sabia das questões econômicas e políticas do comunismo, pois sua preocupação era o poder, especialmente como mantê-lo e usá-lo contra todos.
No segundo volume (1939-1953) o autor constrói a trajetória de Stalin desde o rompimento do pacto de não-agressão com a Alemanha nazista até sua morte. A narrativa utiliza períodos da campanha da URSS na Segunda Guerra Mundial e do assassinato de Trotsky.
A obra de Volkogonov, integrante do alto escalão do Partido Comunista russo, foi orientada com base em documentos secretos do próprio partido, dos quais era guardião.